# Betriebsversammlung
Unter einer Betriebsversammlung versteht man nach dem deutschen Betriebsverfassungsrecht eine Versammlung von Arbeitnehmern und Betriebsrat zum Zwecke der Information der Arbeitnehmer über die den Betrieb betreffenden Angelegenheiten.

## Gesetzliche Regelungen
Gesetzlich geregelt ist die Betriebsversammlung in §§ 42 bis 46 Betriebsverfassungsgesetz (BetrVG).
Die Betriebsversammlung ist eine Veranstaltung des Betriebsrates und besteht aus den Arbeitnehmern des Betriebs und wird von dem Vorsitzenden des Betriebsrats geleitet. Sie ist nicht öffentlich. Kann wegen der Eigenart des Betriebs eine Versammlung aller Arbeitnehmer zum gleichen Zeitpunkt nicht stattfinden, sind Teilversammlungen durchzuführen. Arbeitnehmer organisatorisch oder räumlich abgegrenzter Betriebsteile sind vom Betriebsrat zu Abteilungsversammlungen zusammenzufassen, wenn dies für die Erörterung der besonderen Belange der Arbeitnehmer erforderlich ist (§ 42 BetrVG).
Der Betriebsrat hat einmal in jedem Kalendervierteljahr eine Betriebsversammlung einzuberufen und in ihr einen Tätigkeitsbericht zu erstatten. Der Betriebsrat kann in jedem Kalenderhalbjahr eine weitere Betriebs- oder Abteilungsversammlung durchführen, wenn dies aus besonderen Gründen zweckmäßig erscheint (§ 43 Abs. 1 BetrVG). 
Der Arbeitgeber ist zu den Betriebs- und Abteilungsversammlungen unter Mitteilung der Tagesordnung einzuladen. Er ist berechtigt, in den Versammlungen zu sprechen. Der Arbeitgeber  oder sein Vertreter hat mindestens einmal in jedem Kalenderjahr in einer Betriebsversammlung über folgende Themen Bericht zu erstatten:
- das Personal- und Sozialwesen (unter anderem der Stand der Gleichstellung von Männern und Frauen und die Integration der ausländischen Arbeitnehmer),
- über die wirtschaftliche Lage und Entwicklung des Betriebes
- sowie den betrieblichen Umweltschutz (§ 43 Abs. 2 BetrVG).

Der Betriebsrat ist berechtigt und auf Wunsch des Arbeitgebers oder von mindestens einem Viertel der wahlberechtigten Arbeitnehmer verpflichtet, eine Betriebsversammlung einzuberufen (§ 43 Abs. 3 BetrVG).
Auf Antrag einer im Betrieb vertretenen Gewerkschaft muss der Betriebsrat eine Betriebsversammlung einberufen, wenn im vorhergegangenen Kalenderhalbjahr keine Betriebsversammlung und keine Abteilungsversammlungen durchgeführt worden sind (§ 43 Abs. 4 BetrVG).
Die in § 43 Abs. 1 BetrVG bezeichneten und die auf Wunsch des Arbeitgebers einberufenen Versammlungen und der dadurch entstehende zusätzliche Arbeitsweg finden während der Arbeitszeit statt; Fahrtkosten zum Besuch der Versammlung muss der Arbeitgeber tragen (§ 44 Abs. 1 BetrVG).
Sonstige Betriebs- und Abteilungsversammlungen finden außerhalb der Arbeitszeit statt (§ 44 Abs. 2 BetrVG).
Die Betriebs- und Abteilungsversammlungen können Angelegenheiten behandeln, die den Betrieb oder seine Arbeitnehmer unmittelbar betreffen (§ 45 BetrVG).
An den Betriebs- oder Abteilungsversammlungen können Beauftragte der im Betrieb vertretenen Gewerkschaften beratend teilnehmen. Nimmt der Arbeitgeber an Betriebs- oder Abteilungsversammlungen teil, so kann er einen Beauftragten der Vereinigung der Arbeitgeber, der er angehört, hinzuziehen. Der Zeitpunkt und die Tagesordnung der Betriebs- oder Abteilungsversammlungen sind den im Betriebsrat vertretenen Gewerkschaften rechtzeitig schriftlich mitzuteilen (§ 46 BetrVG).

## Öffentlicher Dienst
Im öffentlichen Dienst (Geltungsbereich der Personalvertretungsgesetze) hat der Personalrat mindestens einmal jährlich (nach einigen Bestimmungen 2 × jährlich) eine Versammlung der Beschäftigten (Personalversammlung) einzuberufen. Siehe z. B. §§ 48 bis 52 Bundespersonalvertretungsgesetz (BPersVG).

## Begriffsabgrenzung
Der Begriff der Betriebsversammlung muss streng von dem Begriff der Mitarbeiterversammlung (auch Belegschaftsversammlung) unterschieden werden. Im Unterschied zur Betriebsversammlung ist die Mitarbeiterversammlung eine Veranstaltung des Arbeitgebers. Es handelt sich um eine Einberufung der Beschäftigten des Betriebs zum Zwecke der Information über betriebliche Belange. Nach § 106 Satz 1 GewO kann der Arbeitgeber in Ausübung seines Direktionsrechts „Inhalt, Ort und Zeit der Arbeitsleistung nach billigem Ermessen näher bestimmen“ und gemäß Satz 2 dieser Vorschrift Weisungen zur Ordnung und zum Verhalten der Arbeitnehmer im Betrieb erteilen. Ist ihm dies nicht im individuellen Dialog mit einzelnen Mitarbeitern möglich, kann er hierzu Mitarbeiterversammlungen einberufen und dabei seine durch § 81 BetrVG vorgeschriebene Unterrichtungs- und Erörterungspflicht gegenüber der Belegschaft wahrnehmen. Mitarbeiter sind daher verpflichtet, an diesen Veranstaltungen teilzunehmen.